# Nicke-Nilstjärnen
Nicke-Nilstjärnen är en sjö i Strömsunds kommun i Ångermanland och ingår i Ångermanälvens huvudavrinningsområde.